# Pegomya acutangulata
Pegomya acutangulata este o specie de muște din genul Pegomya, familia Anthomyiidae, descrisă de Masayoshi Suwa în anul 1997. Conform Catalogue of Life specia Pegomya acutangulata nu are subspecii cunoscute.